# Patara Gonduri
Patara Gonduri (en georgiano: პატარა გონდრიო; en armenio: Փոքր Գոնդուրա, romanizado: Pvokr  Gondura) es una puebla de Georgia ubicada en el este de la región de Mesjetia-Yavajetia, siendo parte del municipio de Ninotsminda.  

## Geografía
Patara Gonduri se encuentra 11 km al sur de Ajalkalaki y a 12 km de Ninotsminda. La aldea se administra desde el pueblo de Didi Gonduri.

## Demografía
La evolución demográfica de Patara Gonduri entre 2002 y 2014 fue la siguiente:
| 1294                                            | 533 |
| (Fuente: Population of Georgia in Soviet times) |     |

Según los datos del censo de 2014, los armenios son el 99,8 % de la población local.

## Infraestructura

### Arquitectura, monumentos y lugares de interés
En el pueblo se encuentra la iglesia de San Jorge, construida con sillar y piedra en bruto, y que tiene un campanario. La iglesia fue resantificada en la fiesta de la Santa Cruz de Varaga en 2019.